# Jordal Amfi
Jordal Amfi – kryte lodowisko położone w Oslo, na którym swoje mecze rozgrywa drużyna hokejowa GET-ligaen – Vålerenga Oslo. Obiekt powstał w 1951 roku i może pomieścić 4 450 widzów.